# アーサー・チチェスター (初代ドニゴール侯爵)

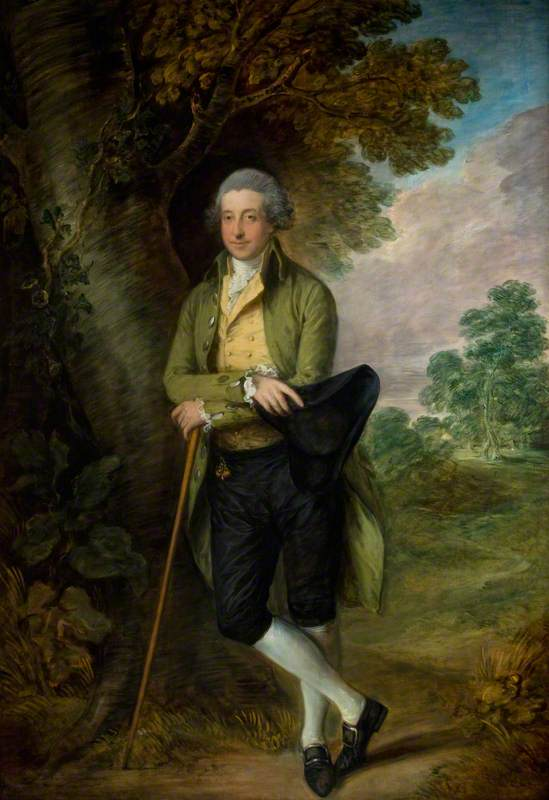
トマス・ゲインズバラによる肖像画、1780年ごろ。

初代ドニゴール侯爵アーサー・チチェスター（英語: Arthur Chichester, 1st Marquess of Donegall PC (Ire)、1739年6月13日 – 1799年1月5日）は、アイルランド王国の貴族、政治家。

## 生涯

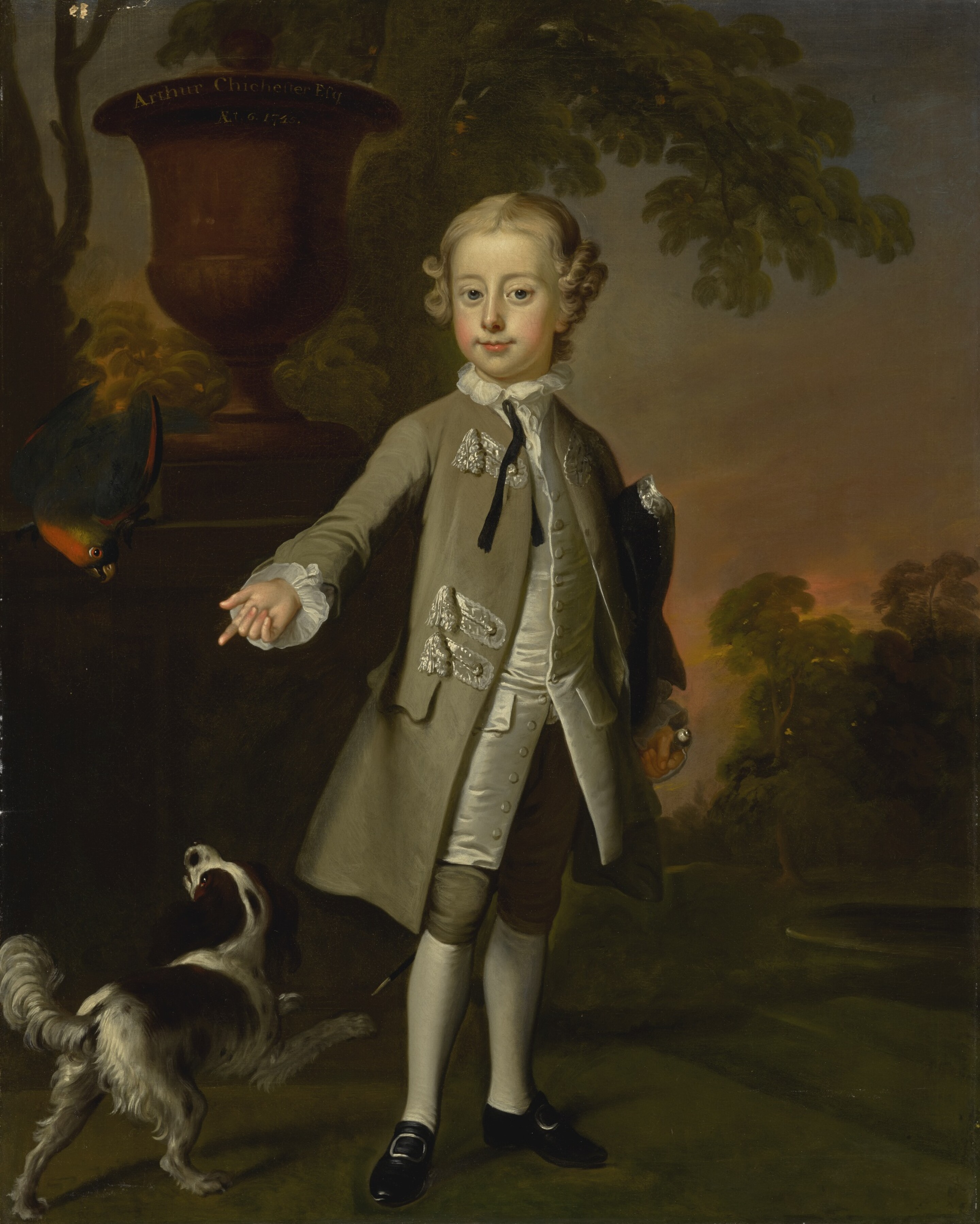
トマス・ハドソンによる肖像画、1745年。

ジョン・チチェスター（John Chichester、1700年 – 1746年6月1日、第3代ドニゴール伯爵アーサー・チチェスターの次男）とエリザベス・ニューディゲート（Elizabeth Newdigate、第3代準男爵サー・リチャード・ニューディゲートの娘）の息子として、1739年6月13日に生まれた。1748年よりウェストミンスター・スクールで教育を受けた後、1757年11月25日にオックスフォード大学トリニティ・カレッジに入学、1759年7月5日にM.A.の学位を、1763年7月7日にD.C.L.の学位を修得した。
1757年9月30日に伯父アーサーが死去すると、ドニゴール伯爵位を継承、1765年10月22日にアイルランド貴族院議員に就任した。
1768年イギリス総選挙でマームズベリー選挙区から出馬、友人の第12代サフォーク伯爵ヘンリー・ハワードの支持を受けて当選した後、1768年9月15日にアイルランド枢密院の枢密顧問官に就任した。議会ではチャタム伯爵内閣期にサフォーク伯爵の盟友として（すなわち、野党として）投票したが、演説の記録はなかった。1774年イギリス総選挙には出馬せず、議員を退任した。
1790年7月3日、グレートブリテン貴族であるスタッフォードシャーにおけるフィッシャーウィック男爵に叙された。さらに1791年7月4日、アイルランド貴族であるベルファスト伯爵とドニゴール侯爵に叙された。
1799年1月5日に死去、息子ジョージ・オーガスタスが爵位を継承した。

## 家族

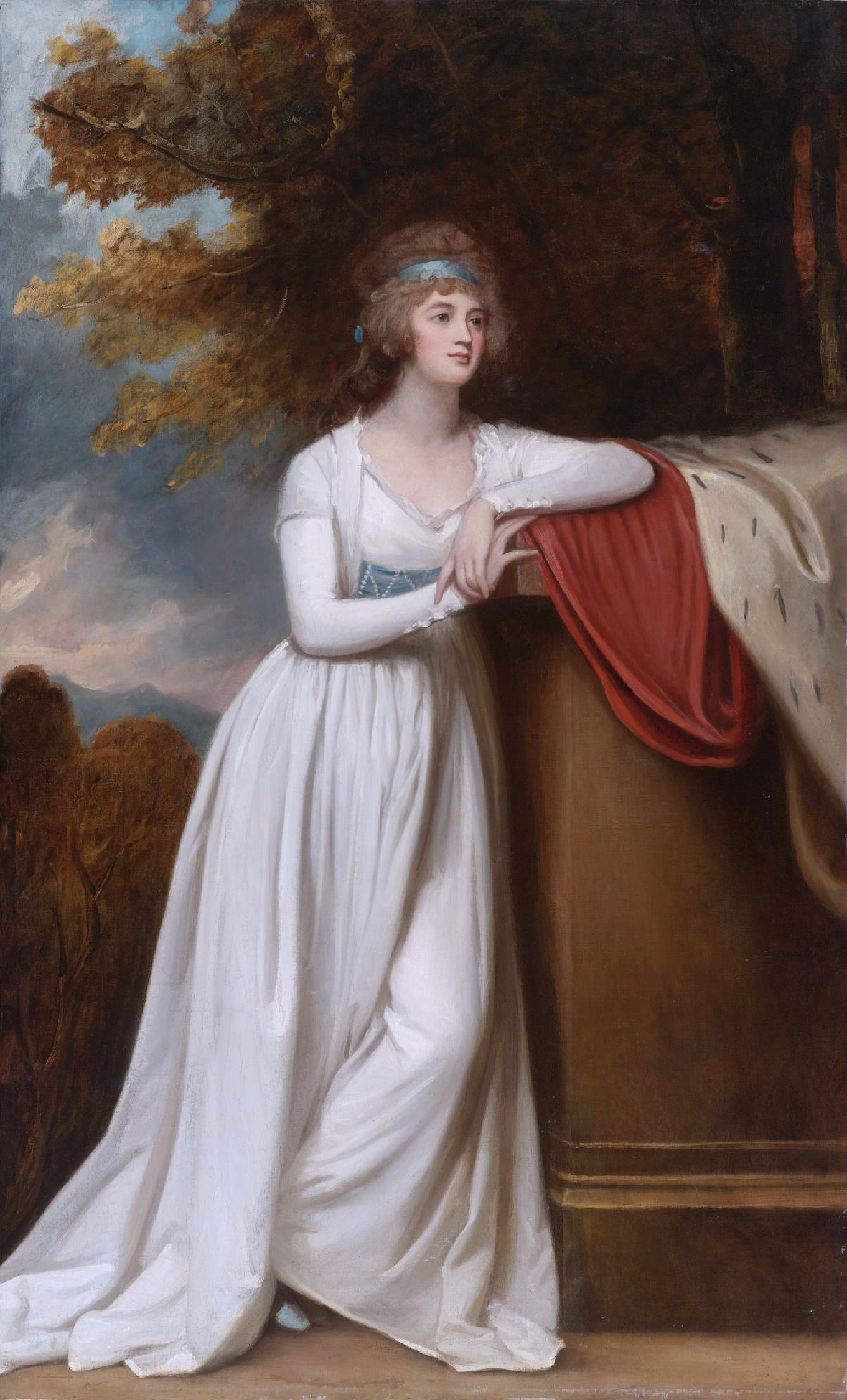
初代ドニゴール侯爵の3人目の妻バーバラ。ジョージ・ロムニー画、1793年。

1761年11月16日、アン・ハミルトン（Anne Hamilton、1738年11月 – 1780年11月11日、第5代ハミルトン公爵ジェームズ・ハミルトンの娘）と結婚、3男をもうけた。
- ジョージ・オーガスタス（1769年 – 1844年） - 第2代ドニゴール侯爵
- アーサー（1771年 – 1788年）
- スペンサー・スタンリー（1775年4月20日 – 1819年2月22日） - 1795年8月8日、アン・ハリエット・ステュアート（Anne Harriet Stewart、1850年1月30日没、第7代ギャロウェイ伯爵ジョン・ステュアート（英語版）の娘）と結婚、子供あり。初代テンプルモア男爵アーサー・チチェスター（英語版）の父

1788年10月24日、シャーロット・スペンサー（Charlotte Spencer、1789年9月19日没、コンウェイ・スペンサーの娘）と再婚した。
1790年10月12日、バーバラ・ゴドフリー（Barbara Godfrey、1768年頃 – 1829年12月28日、ルーク・ゴドフリーの娘）と再婚した。